# Unbound

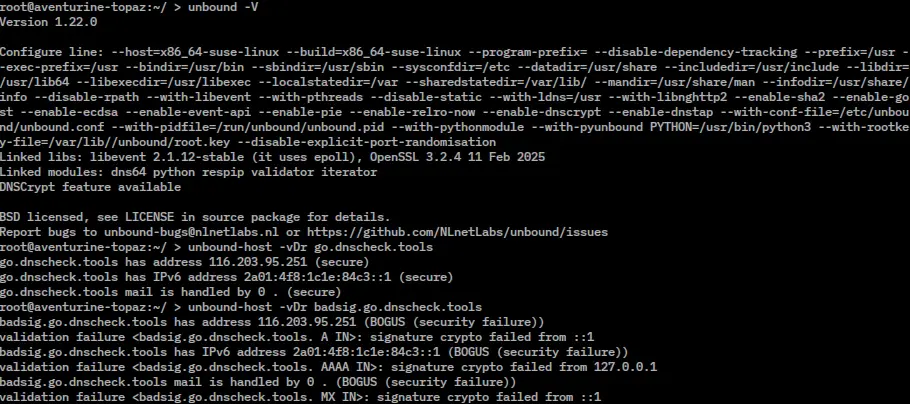
Unbound 1.22.0

Unbound ist ein DNS-Server. Die Kernfunktionalität besteht aus einem rekursiven Resolver mit DNSSEC-Validierung. Unbound wurde von NLnet Labs entwickelt und ist als Open Source unter der BSD-Lizenz verfügbar.
Unbound beinhaltet keinen autoritativen Nameserver; dafür steht der Name Server Daemon zur Verfügung, der ebenfalls von NLnet Labs entwickelt wurde.

## Geschichte
Einer der Hauptgründe für die Entwicklung war es, eine Alternative zu dem weit verbreiteten DNS-Server BIND anzubieten. Der Name Unbound ist eine Anspielung auf den DNS-Server BIND.
Die Software-Architektur und ein Prototyp in Java wurden 2006 bis 2007 von Verisign, EP.NET, Nominet und Kirei entwickelt. NLnet Labs übernahm die Entwicklung im Jahr 2007 und portierte den Prototyp auf C. Die erste stabile Version 1.0.0 wurde im Mai 2008 veröffentlicht.

## Sicherheit
Die französische Sicherheitsbehörde ANSSI entdeckte im Jahr 2014 eine Sicherheitslücke, die die drei DNS-Server Unbound, BIND und PowerDNS betraf. Durch eine böswillige Delegierung kann bei der Namensauflösung eine Endlosschleife ausgelöst werden, wodurch ein Denial-of-Service-Angriff auf den Unbound-Server erfolgt. Die Sicherheitslücke wurde in Unbound Version 1.5.1 behoben.